# Pristipomoides aquilonaris
Pristipomoides aquilonaris és una espècie de peix de la família dels lutjànids i de l'ordre dels perciformes.

## Morfologia
- Els mascles poden assolir 56 cm de longitud total.[4][5]

## Hàbitat
És un peix marí de clima subtropical que viu entre 24-370 m de fondària.

## Alimentació
Menja peixets.

## Distribució geogràfica
Es troba des del Canadà fins a Carolina del Nord (Estats Units), el Carib i Santa Catarina (Brasil).

## Ús comercial
Es comercialitza fresc i, rarament, congelat.